# Блакитний портрет
«Блакитний портрет» (рос. «Голубой портрет») — радянський художній фільм 1976 року виробництва кіностудії «Мосфільм».

## Сюжет
Розповідь про маленького мрійника, про чергове літо, про першу симпатію до дівчинки.

## У ролях
- Дар'я Михайлова —  Таня
- Валерій Савищев —  Альоша
- Варвара Сошальська-Розаліон —  бабуся Тані
- Юрій Назаров —  батько Альоші
- Дмитро Самодумов —  Вітя
- Віталій Еріхов —  Геник
- Тамара Совчі —  мати Тані
- Кирило Столяров —  Валентин, батько Тані
- Віктор Шульгін —  Павло Кузьмич

## Знімальна група
- Автор сценарію: Олександр Александров
- Режисер: Геннадій Шумський
- Композитор: Ісаак Шварц
- Оператор: Дмитро Коржихін
- Художник-постановник: Людмила Кусакова